# Star Trek: Phase Two
Star Trek: Phase Two war der Titel einer von Paramount Pictures für das Jahr 1978 geplanten Fernsehserie, die eine direkte Fortsetzung von Raumschiff Enterprise sein sollte.
Die Serie sollte das Konzept von Raumschiff Enterprise wieder aufgreifen, insbesondere sollten im Wesentlichen die Crew und das Schiff (USS Enterprise) beibehalten werden. Einzig der populäre Charakter des Vulkaniers Spock fehlte, da der Schauspieler Leonard Nimoy nicht zur Wiederaufnahme seiner Rolle im Fernsehen bereit war, unter anderem auch weil Paramount nach Ansicht des Darstellers die Figur Spock durch untragbare Werbelizenzen verunglimpfte. So wird Spock auf einem Heineken-Plakat gezeigt, auf dem das Getränk einen vitalisierenden Effekt auf Spocks anfänglich schlaff herabhängende Ohrenspitzen hat. Andere Quellen berichten, dass Nimoy sich nicht erneut dem Turnus einer wöchentlich ausgestrahlten Serie ausgesetzt sehen wollte.
Stattdessen war ein Vulkanier namens Xon vorgesehen, dessen Eltern im Gegensatz zu Spocks beide Vulkanier waren. Die Rolle des Xon sollte David Gautreaux übernehmen, der dann im Kinofilm in einer kurzen Szene als Commander der Raumstation Epsilon 9 zu sehen ist, als man sich mit Nimoy einigte und ihn doch überzeugen konnte, seine alte Rolle zu übernehmen.
Schließlich entschied man sich anders und drehte statt der Serie den Kinofilm Star Trek: Der Film. Einige der bereits für die Serie erstellten Kulissen wurden im Film verwendet; außerdem entspricht das Drehbuch des Films etwa dem der geplanten Pilotfolge, welche unter dem Produktionstitel „In thy Image“ geführt wurde.
Einige der für die Serie geplanten Geschichten und Konzepte wurden schließlich in Raumschiff Enterprise – Das nächste Jahrhundert realisiert, andere im Fan-Fiction-Projekt Star Trek: Phase II.

## Sonstiges
Der Fangruppe um den Schauspieler James Cawley gelang es 2008, für ihre seit 2004 laufende Fan-Fiction-Serie, die zunächst unter dem Titel Star Trek: New Voyages startete, den Titel Star Trek: Phase II zu erlangen.